# Marché d'intérêt national
Pour les articles homonymes, voir MIN et Intérêt national.

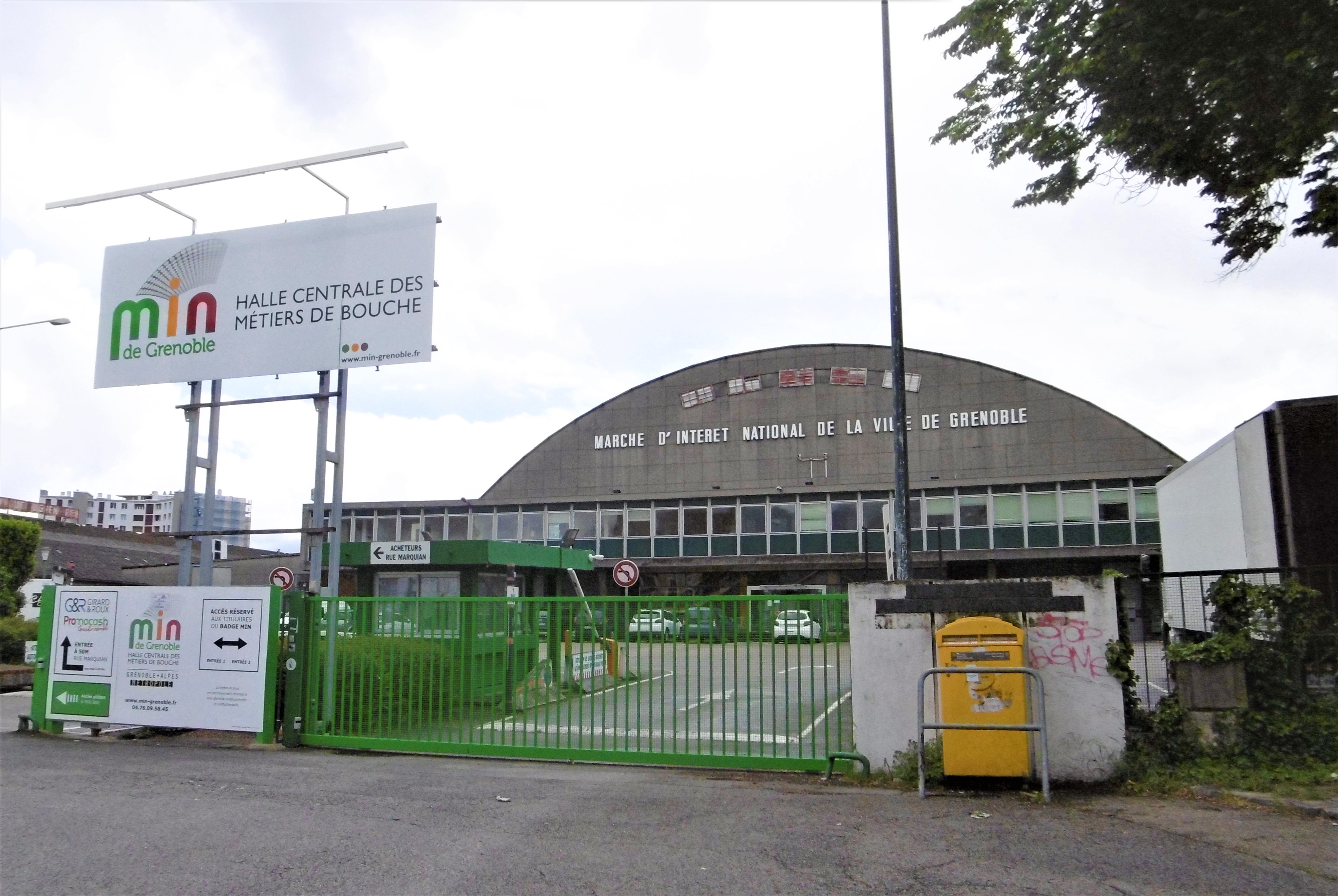
Entrée du marché d'intérêt national de Grenoble.

Un marché d'intérêt national (MIN) est, en France, un marché de gros auquel les pouvoirs publics ont accordé un statut particulier.
Ce statut, créé en 1953, a été accordé au cours des années 1960 à un réseau constitué aujourd'hui de 17 marchés, situés à proximité de grands axes de communication et de grandes villes.
Le plus connu parmi eux est le marché d'intérêt national de Rungis, approvisionnant la région Île-de-France.

## Statuts

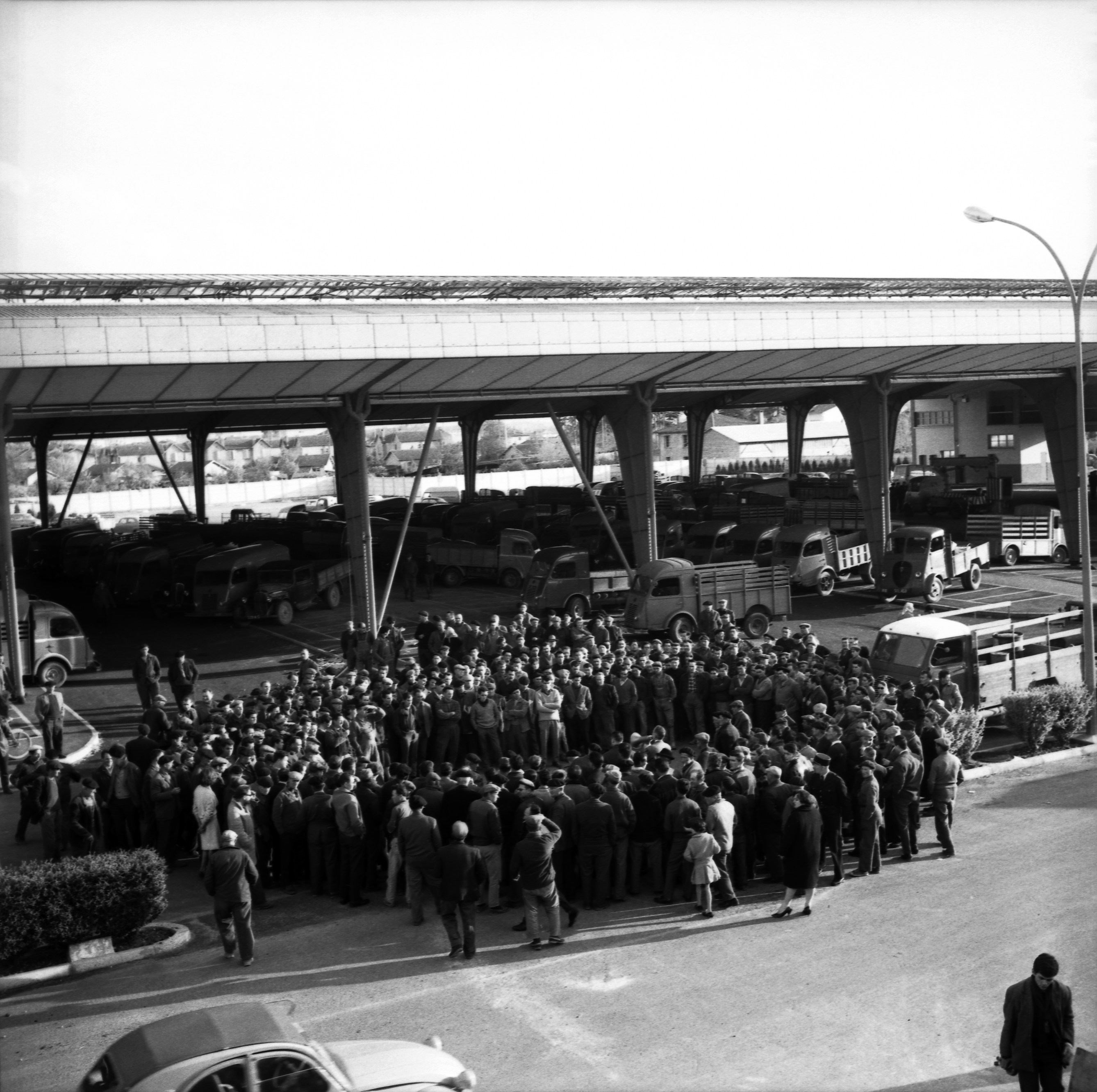
Ouverture du MIN de Toulouse, communément appelé « marché gare », le 21 avril 1964.

Les marchés d'intérêt national sont des services publics. Ils peuvent être installés sur le domaine public de l'État ou d'une collectivité territoriale, mais également, depuis une réforme de 2006,, sur leur domaine privé, voire dans un immeuble appartenant à une personne privée. Les collectivités à l'origine du MIN peuvent soit le gérer elles-mêmes (gestion en régie), soit en déléguer la gestion à une personne morale privée ou publique.
Les MIN gérés par des sociétés d'économie mixte (SEM) sont : Agen (Sologemin), Angers (Sominval), Bordeaux (Brienne), Avignon (Smina), Lille (Sogemin), Marseille (Somimar), Montpellier (Somimon-Mercadis), Nantes (Semminn), Nice (Sominice), Rouen (Min de Rouen), Rungis (Semmaris), Strasbourg (Samins), Toulouse (Les Halles du Sud-Ouest).

## Fédération
L'ensemble des MIN adhère à la Fédération des marchés de gros de France (FMGF), anciennement appelée Fédération française des marchés d'intérêt national (FFMIN).
Cette fédération compte également plusieurs marchés qui ne sont pas classés d'intérêt national : Caen, Hyères, Perpignan, Tours, et Lyon-Corbas (remplaçant l'ancien MIN de Lyon-Perrache). Le Marché matinal de Bruxelles (MABRU) a également rejoint la FMGF en janvier 2015.

## Liste des MIN en France
| Marché                       | Date de création  | Décret de classement |        | Décision de déclassement |        | Coordonnées géographiques   |
| ---------------------------- | ----------------- | -------------------- | ------ | ------------------------ | ------ | --------------------------- |
| Agen                         |                   | 4 mai 1964           | [ 3 ]  |                          |        | 44° 11′ 26″ N, 0° 38′ 37″ E |
| Angers                       |                   | 26 novembre 1962     | [ 4 ]  |                          |        | 47° 29′ 02″ N, 0° 32′ 35″ O |
| Avignon                      |                   | 29 septembre 1961    | [ 5 ]  |                          |        | 43° 56′ 03″ N, 4° 50′ 11″ E |
| Bordeaux                     |                   | 7 novembre 1962      | [ 6 ]  |                          |        | 44° 49′ 24″ N, 0° 32′ 52″ O |
| Cavaillon                    |                   | 18 octobre 1963      | [ 7 ]  |                          |        | 43° 49′ 29″ N, 5° 02′ 38″ E |
| Châteaurenard                |                   | 18 octobre 1963      | [ 8 ]  |                          |        | 43° 53′ 15″ N, 4° 51′ 26″ E |
| Grenoble                     |                   | 1er décembre 1961    | [ 9 ]  |                          |        | 45° 10′ 20″ N, 5° 43′ 02″ E |
| Lille                        |                   | 14 mai 1969          | [ 10 ] | 28 octobre 2019          | [ 11 ] | 50° 38′ 10″ N, 2° 58′ 35″ E |
| Lyon (Perrache)              |                   | 5 janvier 1966       | [ 12 ] | 7 décembre 2006          | [ 13 ] | 45° 44′ 21″ N, 4° 49′ 12″ E |
| Marseille                    |                   | 8 juillet 1968       | [ 14 ] |                          |        | 43° 20′ 13″ N, 5° 22′ 53″ E |
| Montauban                    |                   | 11 avril 1964        | [ 15 ] | 4 octobre 1991           | [ 16 ] |                             |
| Montpellier                  |                   | 8 juin 1965          | [ 17 ] |                          |        | 43° 35′ 15″ N, 3° 52′ 46″ E |
| Nantes (Rezé)                |                   | 10 août 1965         | [ 18 ] |                          |        | 47° 09′ 26″ N, 1° 33′ 16″ O |
| Nice (Produits alimentaires) | avril 1965        | 22 décembre 1966     | [ 19 ] |                          |        | 43° 40′ 05″ N, 7° 12′ 26″ E |
| Nice (Fleurs)                | octobre 1965      | 22 décembre 1966     | [ 19 ] |                          |        | 43° 40′ 01″ N, 7° 12′ 08″ E |
| Nîmes                        |                   | 29 septembre 1961    | [ 20 ] | 30 décembre 1992         | [ 21 ] |                             |
| Paris (La Villette)          |                   | 6 janvier 1959       | [ 22 ] | 27 août 1982             | [ 23 ] |                             |
| Paris (Rungis)               |                   | 13 juillet 1962      | [ 24 ] |                          |        | 48° 45′ 42″ N, 2° 21′ 10″ E |
| Rouen                        |                   | 6 septembre 1965     | [ 25 ] |                          |        | 49° 27′ 06″ N, 1° 03′ 05″ E |
| Strasbourg                   | 1er décembre 1965 | 7 novembre 1962      | ,      |                          |        | 48° 35′ 50″ N, 7° 44′ 02″ E |
| Toulouse Occitanie           |                   | 21 août 1964         | [ 27 ] |                          |        | 43° 38′ 26″ N, 1° 25′ 50″ E |
| Villeneuve-sur-Lot           |                   | 4 mai 1964           | [ 3 ]  | 14 mars 1978             | [ 28 ] |                             |